# 木城町立木城小学校
木城町立木城小学校（きじょうちょうりつ きじょうしょうがっこう）は、かつて宮崎県児湯郡木城町大字椎木にあった公立の小学校。
2023年（令和5年）3月末をもって閉校し、木城町立みどりの杜木城学園（義務教育学校）に統合された。

## 概要
歴史
1899年（明治32年）に当時の木城村内にあった尋常小学校2校（椎木・高城）が統合の上、「木城尋常小学校」として創立。2019年（平成31年／令和元年）に創立120周年を迎えた。2023年（令和5年）3月末に閉校し、隣接する木城町立木城中学校と統合の上、義務教育学校「木城町立みどりの杜木城学園」となった。

教育目標
「自ら気付き、考え、判断できる、人間性豊かなたくましい児童の育成」
校章
三種の神器を背景にして、中央に校名の「木城」の文字（縦書き）を配している。
校歌
作詞は黒木重幸、作曲は金堀伸男による。歌詞は4番まであり、各番の歌詞中に校名の「木城」が登場する。
通学区域
木城町全域。中学校区は木城町立木城中学校であった。

## 沿革
旧・椎木小学校
- 1873年（明治6年）6月 - 「椎木小学校」が創立。間もなく、支校（分校）として、「高城支校」・「川原支校」を設置。
- 1874年（明治7年）2月 - 「第二十六番中学区十一番椎木小学校」に改称。
- 1885年（明治18年）5月 - 校区を椎木村・川原村・上江村の一部（老瀬・木の瀬）としていたが、この年以降、椎木村・川原村のみとなる。川原支校を「川原分校」に改称。
- 1887年（明治20年）4月 - 小学校令施行により、簡易科（3年制）を設置の上、「簡易椎木小学校」に改称。川原分校が分離の上、「簡易川原小学校」として独立。
- 1889年（明治22年）5月1日 - 町村制施行により、児湯郡4村1町（本河内村・椎木村・川原村・高城村・高城町）の合併により、「木城村」が発足。
- 1890年（明治23年）- 尋常科（4年制）を設置の上、「尋常椎木小学校」に改称。
- 1892年（明治25年）4月 - 「椎木尋常小学校」（最終名）に改称。
- 1893年（明治26年）6月 - 木造新校舎が完成。
- 1894年（明治27年）- 裁縫科を設置。
- 1899年（明治32年）11月13日 - 木城尋常小学校への統合により、閉校。
  - 最終所在地 - 大字椎木字仁田畑

旧・高城小学校
- 1873年（明治6年）8月1日 - 椎木小学校の支校（分校）として「高城支校」が創立。
- 1874年（明治7年）2月 - 「第二十六番中学区十二番高城小学校」に改称。石河内支校を設置。
- 1885年（明治18年）5月 - 校区を高城村・高城町とし、石河内村の支校を「石河内分校」に改称。中之又村に石河内分校の分教場を設置。
- 1887年（明治20年）4月 - 小学校令施行により、簡易科（3年制）を設置の上、「簡易高城小学校」に改称。石河内分校が分離の上、「簡易石河原小学校」として独立。
- 1889年（明治22年）5月1日 - 町村制施行により、児湯郡4村1町（本河内村・椎木村・川原村・高城村・高城町）の合併により、「木城村」が発足。校区であった、須田久保・十文字地区は隣村の川南村に編入。中之又村は東米良村に合併。
- 1890年（明治23年）- 尋常科（4年制）を設置の上、「尋常高城小学校」に改称。
- 1892年（明治25年）4月 - 「高城尋常小学校」（最終名）に改称。
- 1894年（明治27年）- 裁縫科を設置。
- 1896年（明治29年）11月 - 木造新校舎が完成。運動場を拡張。
- 1899年（明治32年）11月13日 - 木城尋常小学校への統合により、閉校。
  - 最終所在地 - 現・木城町役場駐車場

統合・木城小学校
- 1899年（明治32年）11月13日 - 上記の尋常小学校2校（椎木・高城）が統合の上、「木城尋常小学校」が開校。
- 1901年（明治34年）
  - 4月 - 高等科を併置の上、「木城尋常高等小学校」に改称。
  - 11月17日 - 開校式を挙行。この日を創立記念日とする。
- 1902年（明治35年）10月24日 - 川原分校を設置。
- 1908年（明治41年）4月 - 改正小学校令により、尋常科（義務教育年限）が4年制から6年制に改められる。旧高等科1年を尋常科5年、旧高等科2年を尋常科6年、旧高等科3年を高等科1年、旧高等科4年を高等科2年に改める。
- 1910年（明治43年）3月 - 木城工業補習学校を併設。
- 1912年（明治45年）3月2日 - 校舎を増築。
- 1914年（大正3年）6月 - 運動場を拡張。
- 1920年（大正9年）4月 - 併設の工業補習学校が農業補習学校に転換。
- 1923年（大正12年）3月 - 川原分校を川原分教場とする。
- 1926年（大正15年）7月 - 木城青年訓練所が併設される。
- 1927年（昭和2年）- 併設の農業補習学校が木城実業公民学校に改称。
- 1935年（昭和10年）7月 - 青年学校令施行により、「木城青年学校」に改称。
- 1939年（昭和14年）3月 - 川原水力発電所建設工事により児童数が増加したため、校舎を増築。
- 1941年（昭和16年）4月1日 - 国民学校令の施行により、「木城村木城国民学校」に改称。尋常科を初等科に改める。
- 1947年（昭和22年）- 学制改革が行われる（六・三制の実施）。
  - 4月1日 - 国民学校初等科は、新制小学校「木城村立木城小学校」に改組・改称。川原分教場を川原分校とする。
  - 5月8日 - 国民学校高等科は、青年学校普通科とともに、新制中学校「木城村立木城中学校」に改組・改称。校舎は青年学校のものを使用。
- 1948年（昭和23年）3月31日 - 木城青年学校が廃止される。
- 1953年（昭和28年）9月 - 講堂が完成。校門を変更。
- 1955年（昭和30年）9月 - 学校給食を開始。
- 1963年（昭和38年）3月 - 鉄筋コンクリート造2階建て新校舎（教室棟西側）・プールが完成。
- 1966年（昭和41年）4月 - 川原分校を廃止。廃止後の分校校舎は川原公民館として使用された。
- 1968年（昭和43年）2月 - 鉄筋コンクリート造2階建て新校舎（教室棟東側）が完成。
- 1973年（昭和48年）4月1日 - 町制施行により、「木城町立木城小学校」（最終名）に改称。
- 1980年（昭和55年）3月 - 新講堂が完成。
- 1986年（昭和61年）3月 - 校舎（3教室）を増築。
- 2001年（平成13年）11月17日 - 創立100周年記念式典を挙行。
- 2010年（平成22年）3月 - 講堂新築のため、旧講堂を撤去。
- 2011年（平成23年）2月 - 新講堂（二代目）が完成。
- 2012年（平成24年）4月1日 - 木城町立石河内小学校を統合。
- 2023年（令和5年）3月31日 - 木城町立みどりの杜木城学園（義務教育学校）への統合により閉校。

旧・中之又小学校（なかのまた）
- 1872年（明治5年）- 木城大字中之又字仲野160番地に創立。民家を借用の上、校舎とする。
- 1873年（明治6年） - 椎木小学校の支校（分校）として「高城支校」が創立。
- 1877年（明治10年）- 大字中之又字中之又172番地に移転。
- 1881年（明治14年）- 大字中之又字中之又182番地に校舎を新築移転（創立年）。
- 1885年（明治18年）5月 - 「高城小学校石河内分校中之又分教場」となる。
- 1887年（明治20年）4月 - 「簡易石河内小学校 中之又支校」となる。
- 1889年（明治22年）5月1日 - 町村制施行により、児湯郡6村（銀鏡・上揚・八重・中尾・尾八重・中之又）の合併により、「東米良村」が発足。これにより、「東米良村簡易尾八重小学校中之又支校」となる。
- 1890年（明治23年）- 「簡易尾八重小学校 中之又分校」に改称。
- 1891年（昭和24年）- 尋常科（4年制）を設置の上、「尋常中之又小学校」として独立。
- 1892年（明治25年）- 「中之又尋常小学校」に改称。
- 1895年（明治28年）- 東米良村大字中之又122番地（中之又神社前）に新築移転。
- 1908年（明治41年）4月 - 改正小学校令により、尋常科（義務教育年限）が4年制から6年制に改められる。尋常科5年を新設。
- 1909年（明治42年）4月 - 尋常科6年を新設。
- 1912年（明治45年）- 東米良村大字中之又字塊所331番地（最終所在地）に校舎が完成。
- 1933年（昭和8年）- 木造2階建て2教室を増築。
- 1934年（昭和9年）4月1日 - 高等科を併置の上、「中之又尋常高等小学校」に改称。
- 1941年（昭和16年）4月1日 - 国民学校令施行により、「東米良村中之又国民学校」に改称。尋常科を初等科に改める。
- 1943年（昭和18年）11月 - 宮崎県営石河内第一発電所従事者の児童増加により、校舎を増築。
- 1947年（昭和22年） - 学制改革が行われる（六・三制の実施）。
  - 4月1日 - 国民学校初等科は新制小学校「東米良村立中之又小学校」に改組・改称。
  - 5月17日 - 国民学校高等科は、新制中学校「東米良村立東中学校[1] 中之又分校」に改組・改称。
- 1951年（昭和26年）4月 - 併設の中学校分校が「東米良村立東陵中学校[1] 中之又分校」に改称。
- 1954年（昭和29年）3月 - 木造2階建て校舎の増改築が完了。
- 1960年（昭和35年）4月 - 学校D型ミルク給食を開始。
- 1961年（昭和36年）3月 - 校旗・校章を制定。校章は学問を表すペン先3本と、鏡を組み合わせたものを背景にして中央に「小」の文字を配している。校門を新設。
- 1962年（昭和37年）4月1日 - 東米良村中之又地区が木城村に編入されたため、「木城村立中之又小学校」に改称。東陵中学校[1]中之又分校は「木城村立中之又中学校」として独立。
- 1965年（昭和40年）8月 - 運動場を拡張。
- 1966年（昭和41年）7月 - 完全給食を開始。
- 1967年（昭和42年）- へき地集会室兼用体育館が完成。
- 1968年（昭和43年）4月 - 小中兼用プールが完成。
- 1969年（昭和44年）11月 - ランチルームを設置。運動場を拡張。
- 1973年（昭和48年）1月1日 - 町制施行により、「木城町立中之又小学校」（最終名）に改称。
- 1981年（昭和56年）10月10日 - 創立100周年記念式典を挙行。
- 1984年（昭和59年）4月 - 多目的集会施設が完成。
- 1986年（昭和61年）3月31日 - 木城町立中之又中学校が閉校。中学校区が木城町立木城中学校に改められる。
- 1990年（平成2年）3月 - 新校舎が完成。
- 2009年（平成21年）3月31日 - 木城町立本河内小学校への統合により、閉校。128年の歴史に幕を閉じる。
  - 最終所在地 - 宮崎県児湯郡木城町宮崎県大字中之又328番地7
  - 校歌 - 作詞は石丸恵守、作曲は金堀伸夫による。歌詞は3番まであり、各番の歌詞中に校名の「なかのまた小学校」が登場する。

旧・石河内小学校（いしかわうち）
- 1874年（明治7年）7月2日 - 「高城小学校 本河内支校」（分校）となる。旧藩時代の庄屋事務所を廃止の上、校舎とする。
- 1877年（明治10年）- 西南の役勃発により、当面の間休校となる。
- 1881年（明治14年）3月 - 「高城小学校 石河内分校」に改称。石河内神前423番地に藁葺家屋を建設。
- 1883年（明治16年）8月 - 暴風雨により校舎が倒壊。戸長役場跡地を利用し、校舎を復旧。
- 1887年（明治20年）4月 - 小学校令施行により、簡易科（3年制）を設置の上、「簡易石河内小学校」に改称（高城小学校より分離・独立）。
- 1889年（明治22年）5月1日 - 町村制施行により、児湯郡4村1町（本河内村・椎木村・川原村・高城村・高城町）の合併により、「木城村」が発足。中之又村は東米良村に合併。
- 1890年（明治23年）- 尋常科（4年制）を設置の上、「尋常石河内小学校」に改称。
- 1892年（明治25年）4月 - 「石河内尋常小学校」に改称。
- 1893年（明治26年）6月 - 校舎を増築。
- 1897年（明治30年）3月 - 裁縫科を設置。
- 1917年（大正6年）3月 - 運動場を拡張。
- 1919年（大正8年）8月 - 木造校舎を増築。
- 1921年（大正10年）5月 - 木城農業補習学校石河内分教場が設置される。
- 1926年（大正15年）9月 - 板谷分教場を設置。
- 1928年（昭和3年）2月 - 校舎を改築の上、移転を完了。
- 1930年（昭和5年）4月 - 後援会を結成。
- 1941年（昭和16年）
  - 4月1日 - 国民学校令施行により、「木城村石河内国民学校」に改称。尋常科を初等科に改める。
  - 8月 - 宮崎県営発電所に湯場分教場を設置。
  - 12月 - 営林署に戸崎分教場を設置。
- 1944年（昭和19年）2月15日 - 午後6時の火災により、校舎が全焼。本村地区に仮校舎を設け授業を開始。
- 1945年（昭和20年）8月 - 台風により戸崎分教場校舎が倒壊したため、湯場分教場に統合。
- 1946年（昭和21年）
  - 4月 - 高等科を併置。
  - 11月 - 新校舎が完成。
- 1947年（昭和22年）
  - 3月 - 湯場分教場と戸崎分教場を統合の上、戸崎分校とする。
  - 4月1日 - 学制改革により、国民学校初等科が新制小学校「木城村立石河内小学校」に改組・改称。
  - 5月8日 - 国民学校高等科は、新制中学校「木城村立木城中学校 石河内分校」に改組・改称。高鍋営林署石河内事務所宿舎を仮校舎とする。
  - 11月 - 新校舎が完成。
- 1952年（昭和27年）7月 - 運動場を拡張。
- 1955年（昭和35年）4月1日 - 木城中学校石河内分校が木城村立石河内中学校として独立。
- 1957年（昭和32年）7月 - D型ミルク給食を開始。
- 1958年（昭和33年）3月 - へき地集会室兼用講堂が完成。
- 1959年（昭和34年）3月 - 校歌を制定。作詞は安田尚義、作曲は金堀伸夫による。歌詞は4番まであり、歌詞中に校名は登場しない。
- 1961年（昭和36年）1月 - 運動場を拡張。
- 1966年（昭和41年）
  - 1月 - 校章を制定。羽ばたく鳩を背景にして、中央に校名の略称である「石小」の文字（縦書き）を配している。
  - 5月 - A型完全給食を開始（木城町給食センターが完成）。
- 1967年（昭和42年）3月 - 正門が完成。
- 1968年（昭和43年）3月 - プールが完成。
- 1972年（昭和47年）
  - 3月31日 - 戸崎分校を廃止。
  - 4月 - スクールバスの運行を開始。
- 1973年（昭和48年）1月1日 - 町制施行により、「木城町立石河内小学校」（最終名）に改称。
- 1975年（昭和50年）3月 - 新体育館（中学校）が完成。
- 1987年（昭和62年）3月31日 - 木城町立石河内中学校が閉校。中学校区が木城町立木城中学校に改められる。
- 1988年（昭和63年）3月 - 新校舎が完成。
- 2009年（平成21年）4月1日 - 木城町立中之又小学校を統合。
- 2012年（平成24年）3月31日 - 木城町立木城小学校への統合により、閉校。138年の歴史に幕を閉じる。
  - 最終所在地 - 宮崎県児湯郡木城町石河内533番地2
  - 跡地の活用 - 宿泊施設「いしかわうち」として活用されている[2]。

## 交通
最寄りの鉄道駅
JR日豊本線 「高鍋駅」より8km（車15分）
最寄りのバス停
宮崎交通バス 「木城学校前」バス停より80m（徒歩1分）
最寄りの幹線道路
宮崎県道304号木城高鍋線 「木城町出店」交差点

## 周辺
- 木城町立みどりの杜木城学園（旧・木城町立木城中学校）
- 木城町給食センター
- 木城町体育館
- 木城町椎木児童館
- 木城町社会福祉協議会
- 木城町総合交流センターリバリス
- 木城町役場
- 高鍋警察署 木城警察官駐在所
- 高城橋
- 小丸川

## 参考資料
- 「木城町史」（木城町, 1991年（平成3年）9月1日発行）
  - p.748～p.807（明治初期の学校教育・木城小学校・本河内小学校・中之又小学校）
  - p.808～p.836（木城中学校・本河内中学校・中之又中学校）
  - p.837～p.841（青年学校）